# Deutsche Einheitsverfahren zur Wasser-, Abwasser- und Schlammuntersuchung
Die Deutschen Einheitsverfahren (DEV) sind eine seit 1960 herausgegebene Loseblattsammlung von Arbeitsvorschriften zur Wasseranalytik und haben sich zum  Standardwerk dieses Fachgebiets entwickelt.
Herausgeber ist die Wasserchemische Gesellschaft – Fachgruppe in der Gesellschaft Deutscher Chemiker und der Normenausschuss Wasserwesen (NAW) des DIN (Deutsches Institut für Normung e. V.).
Inzwischen (Stand: September 2012) ist die Sammlung auf 10 Bände mit 290 Verfahren angewachsen (darunter auch etliche DIN EN- sowie ISO-Normen) und wird alle vier Monate durch Ergänzungslieferungen aktualisiert und erweitert.
Die DEV enthalten Vorschriften zu folgenden Gebieten:
- Allgemeine Vorschriften zur Probenahme und Qualitätssicherung
- Prüfung von Geruch und Geschmack
- Ermittlung physikalischer und physikalisch-chemischer Kenngrößen
- Bestimmung gelöster Anionen und Kationen
- Bestimmung gemeinsam erfassbarer Stoffgruppen
- Bestimmung gelöster Gase
- Ermittlung summarischer Wirkungs- und Stoffkenngrößen (Summenparameter)
- Mikrobiologische Untersuchungsverfahren
- Testverfahren mit Wasserorganismen
- Verfahren der biologisch-ökologischen Untersuchung
- Bestimmung von Einzelkomponenten
- Untersuchung von Schlamm und Sedimenten
- Suborganismische Testverfahren